# Peça de altar

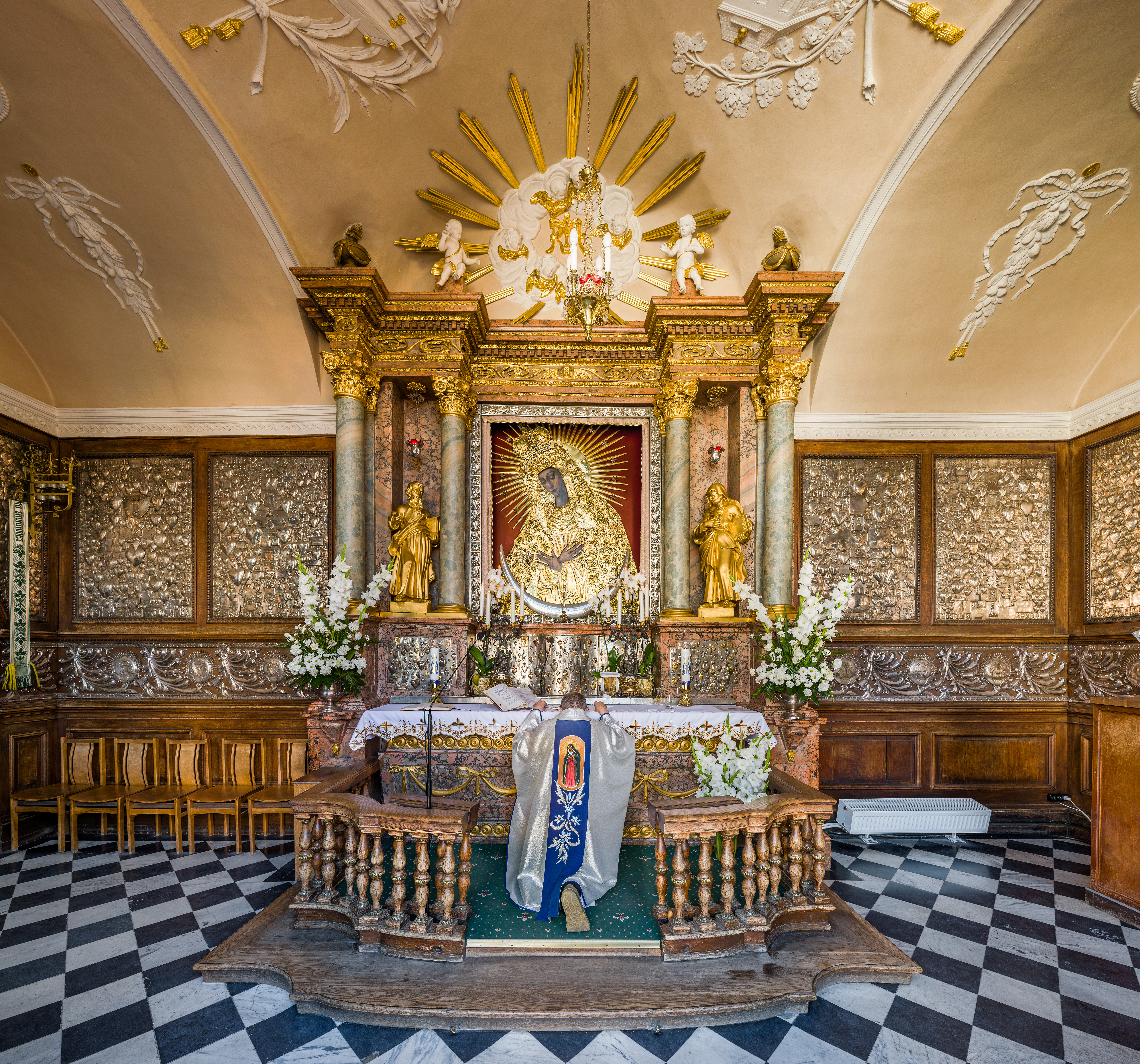
Peça de altar de técnicas mistas (escultura e pintura) com uma imagem central de Nossa Senhora do Amanhecer em Vilnius, Lituânia.

Uma peça de altar é uma obra de arte como uma pintura, escultura ou relevo sobre um tema religioso e suspenso numa moldura atrás do altar de uma igreja cristã. Algumas das mais importantes obras da arte cristã são peças de altar, especialmente entre a Baixa Idade Média e a Contrarreforma.

## História

### Origens e primeiros desenvolvimentos
Aparentemente, as peças de altar passaram a ser utilizadas no século XI, com a possível exceção de alguns poucos exemplares anteriores. As razões e forças que levaram ao seu desenvolvimento, porém, não são consensuais. O hábito de colocar relicários decorados de santos no altar ou atrás dele assim como a tradição de decorar a frente do altar com esculturas ou têxteis são tradições anteriores.
Muitos das primeiras peças são relativamente composições relativamente simples – possivelmente um painel retangular com uma série de santos em fileiras, com uma figura central de maior proeminência, como a Virgem Maria ou Cristo. Um elaborado exemplo de uma peça de altar muito antiga é a Pala d'Oro, em Veneza. O surgimento e posterior desenvolvimento destas primeiras peças marcam um importante ponto de inflexão tanto na história da arte quanto na prática religiosa cristãs. Nas palavras da "Grove Encyclopedia of Medieval Art and Architecture", "o advento da peça de altar marca um importante desenvolvimento não apenas da história do altar, mas também da natureza e função da imagem cristã. A imagem autônoma passou a assumir uma função legítima no centro da adoração cristã".

### Emergência dos painéis pintados

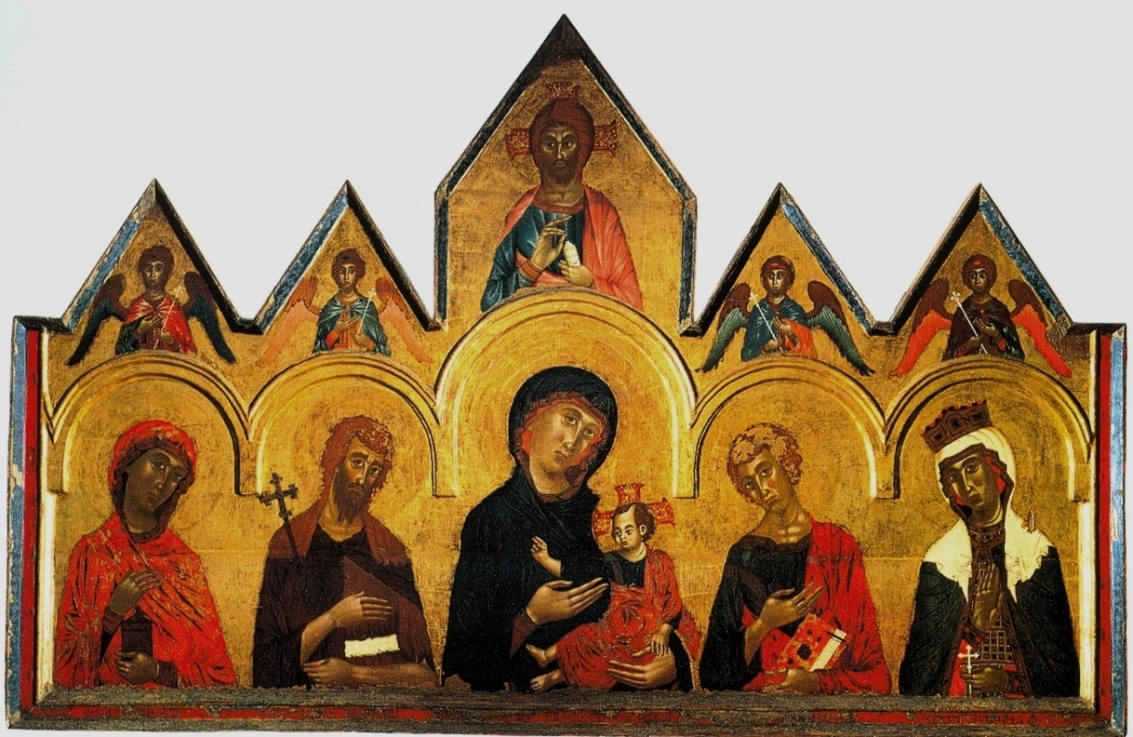
Peça de altar de Vigoroso da Siena (1291), um dos primeiros exemplos de peças com painéis pintados ainda sem as dobradiças e com as imagens separadas por arcos.

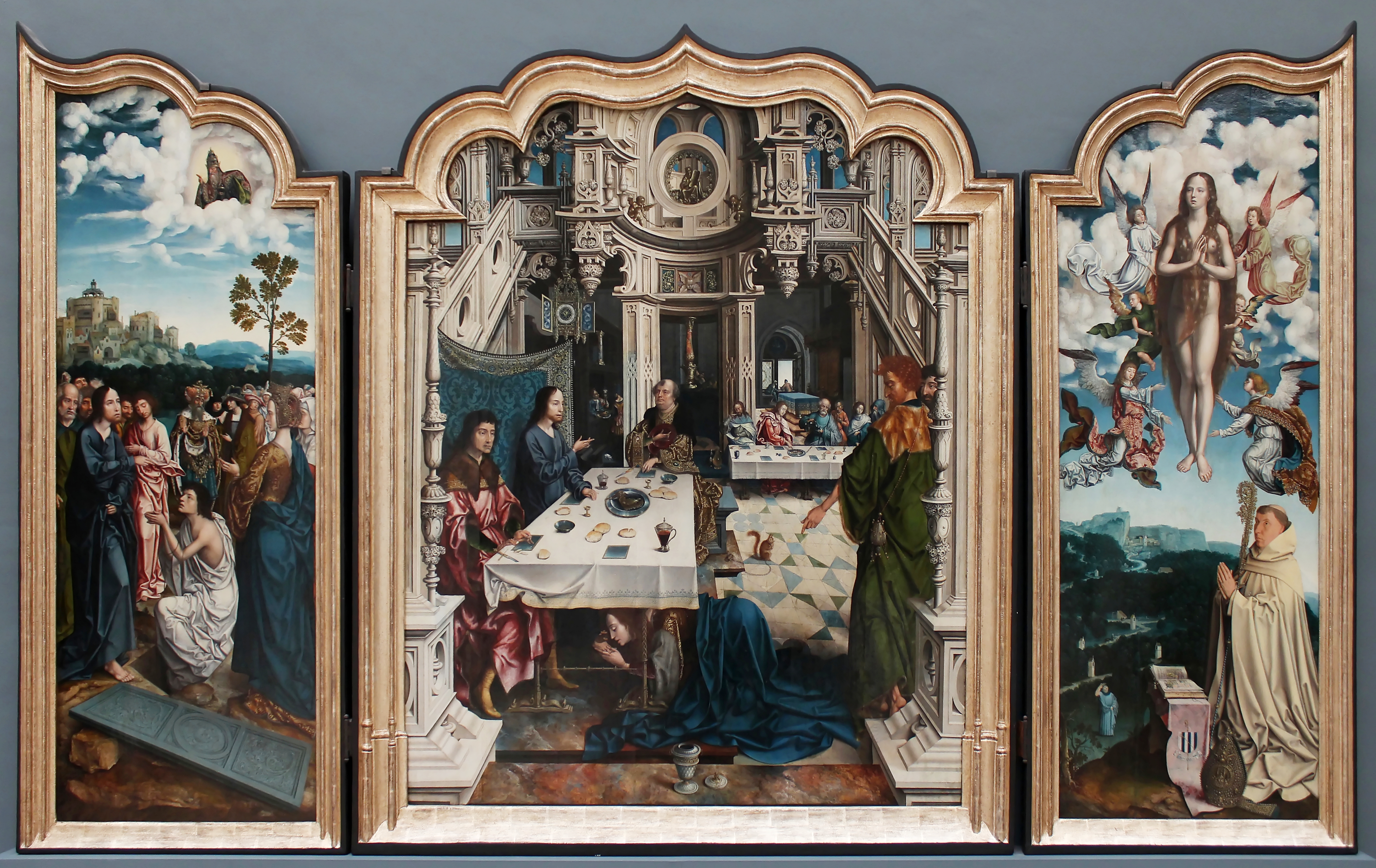
Tríptico de Jan Van Dornicke (1518) já com as dobradiças características.

Altares decorados com painéis pintados surgiram na Itália no século XIII. Na época, não era incomum encontrar peças de altar afrescadas ou murais na região, localizadas atrás do altar funcionando como um complemento visual à liturgia. Estas peças foram influenciadas pela arte bizantina, especialmente pelos ícones, que chegaram à Europa em grandes números depois da queda de Constantinopla (1204). Neste período, as peças de altar ocasionalmente começaram a ser decoradas com uma estrutura exterior, esculpida ou na forma de um arcos, que tinha por objetivo prover uma moldura para as partes individuais da peça. A peça de altar de Vigoroso da Siena de 1291 é deste tipo. Este tratamento acabou por abrir caminho para a emergência, no século XIV, do políptico.
Os elementos escultóricos nos emergentes polípticos geralmente foram inspirados na arquitetura gótica da época. Na Itália, eles ainda eram tipicamente executados em madeira e pintados enquanto que no norte da Europa, as peças de altar eram geralmente feitas de pedra.
O início do século XIV testemunhou a emergência, na Alemanha, Países Baixos e na região báltica, da peça de altar "alada" ou "com asas". Ao colocar dobradiças entre os painéis laterais e o central e pintando os primeiros de ambos os lados, o motivo exibido podia ser selecionado abrindo ou fechando as asas. As pinturas podiam, desta forma, ser trocadas conforme as necessidades litúrgicas. As primeiras peças geralmente mostravam esculturas nos painéis interiores, ou seja, os que visíveis quando as asas estavam abertas, e pinturas no verso, visíveis com elas fechadas. Com o advento das peças de altar aladas, um mudança nas imagens representadas também ocorreu. Ao invés de se centrarem numa única figura santa, as peças de altar começaram a representar narrativas mais complexas ligadas ao conceito cristão da salvação.

### Baixa Idade Média e Renascimento

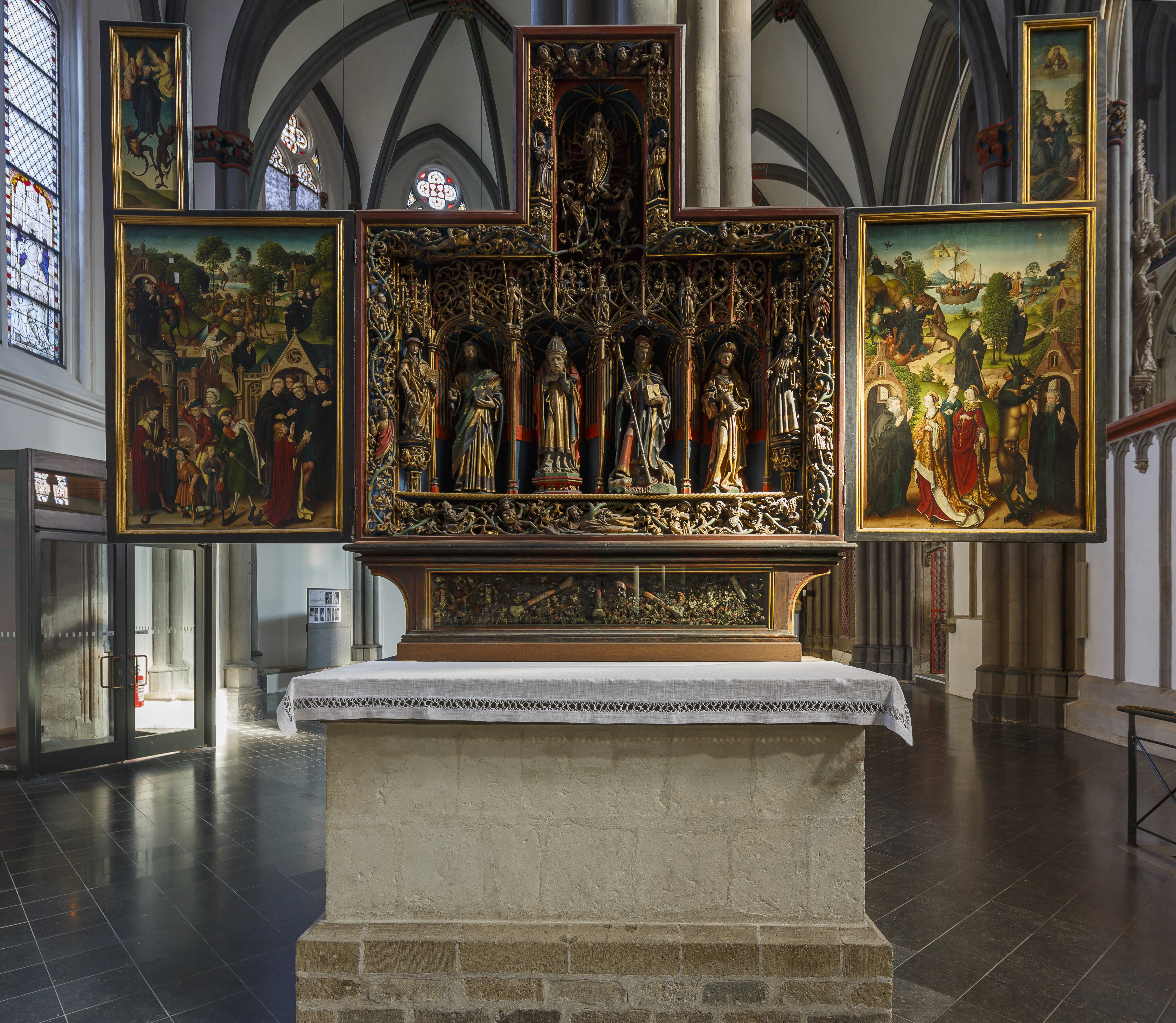
Peça de altar com o interior esculpido e as "asas" pintadas e móveis na Catedral de Xanten, na Alemanha.

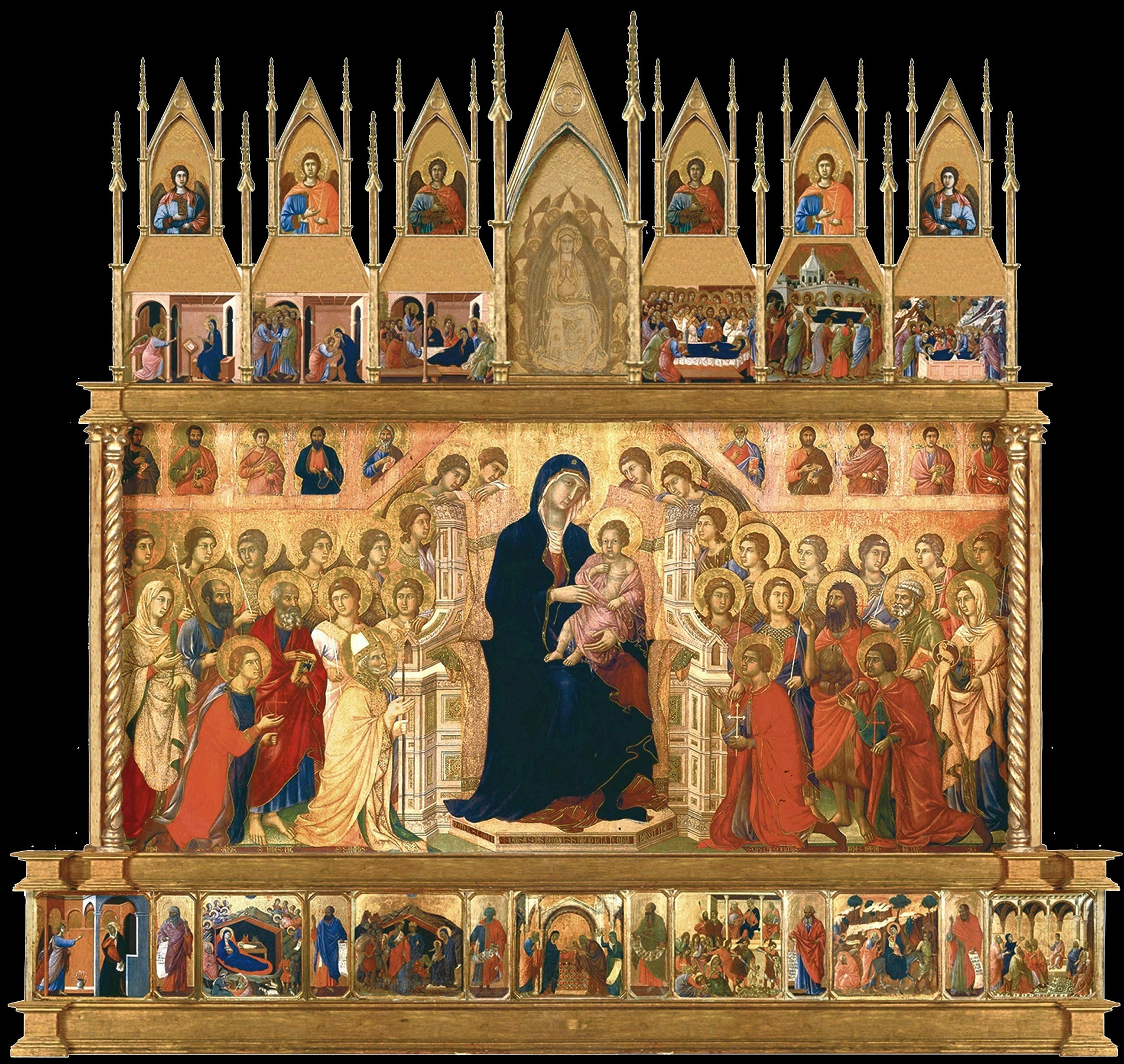
Maestà de Duccio na Catedral de Siena.

Conforme avançava a Idade Média, as peças de altar começaram a ser encomendadas com maior frequência. No século XV, geralmente por indivíduos, famílias, guildas e confrarias. Esta mesma época testemunhou o nascimento da pintura flamenga primitiva nos Países Baixos; daí em diante, a pintura de painéis iria dominar a produção de peças de altar na região. Na Alemanha, peças de altar de madeira esculpida tinha preferência, ao passo que na Inglaterra, o alabastro eram amplamente utilizado. Nesta época, as peças de altar italianas passaram por uma evolução e os polípticos foram sendo gradualmente abandonados em favor dos painéis pintados de uma folha só. Na Itália, durante o Renascimento, grupos de estátuas livres também começaram a ser utilizadas como peças de altar. Na Espanha, as peças de altar se desenvolveram num estilo altamente original, geralmente na forma dos colossais reredos, de influência arquitetural, geralmente tão altos quanto a própria igreja que os abrigava.
No norte da Europa, a Reforma Protestante do início do século XVI em diante levou a um rápido declínio no número de peças de altar produzidas. Irrupções de eventos iconoclastas locais levaram a destruição de muitas peças. A Reforma propriamente dita promoveu uma nova visão da arte religiosa. Certos motivos, como a Última Ceia, ganharam a preferência. Os reformistas consideravam a Palavra de Deus — representada pelo Evangelho — como central e as peças de altar protestantes geralmente mostravam as próprias palavras da Bíblia, muitas vezes às custas das imagens. Com o tempo, o protestantismo deu origem ao chamado altar-púlpito (em alemão:  kanzelaltar), uma fusão do altar e do púlpito, tornando assim a peça de altar literalmente a morada da Palavra de Deus.

### Desenvolvimentos posteriores
As pinturas em tela começaram a substituir os demais tipos de peças de altar de meados do século XVI em diante.
No século XVIII, peças de altar como o políptico de Piero della Francesca sobre Santo Agostinho eram geralmente desmembrados e cada painel era visto como uma obra de arte independente. Os diferentes painéis deste políptico estão, por isso, espalhados entre vários diferentes museus.

## Tipos de peças de altar
A utilização e tratamento das peças de altar jamais foram formalizados pela Igreja Católica e, portanto, não existe um padrão de formato. Ocasionalmente, a demarcação entre o constitui uma peça de altar e outras formas de decoração também é pouco clara. Ainda assim, as peças de altar podem ser divididas em dois grandes grupos, os reredos, peças grandes e complexas de madeira ou pedra esculpidas, e um retábulo, uma peça de altar com painéis pintados ou decorados com relevos. Retábulos são colocados diretamente sobre o altar ou na superfície atrás dele enquanto que os reredos estão tipicamente assentados no piso.
Retábulos são geralmente feitos de dois ou mais painéis separados criados utilizando uma técnica conhecida como pintura de painel. Eles também podem mostrar relevos ou esculturas circulares, em policromia ou sem pintura. São chamados nestes casos de díptico, tríptico ou políptico para dois, três ou múltiplos painéis respectivamente. No século XIII, cada painel era geralmente encimado por um pináculo, mas durante o Renascimento, painéis únicos (em italiano:  Pala) se tornaram a norma. Em ambos os casos, o plinto que suporta a peça, chamado de predela, geralmente contava com pinturas adicionais relacionadas.
Se o altar ficava isolado no coro, ambos os lados da peça podem ser pintados. Retábulos, reredos e coros altos são geralmente decorados. Grupos estatuários também podem ser colocados no altar. Além disso, uma igreja pode abrigar diversas peças de altar nos altares laterais das capelas.

## Exemplos notáveis
- A Pala d'Oro, em estilo bizantino (Basílica de São Marcos, Veneza)
- A Maestà (1308–1311) de Duccio (Catedral de Siena, Siena)
- O Retábulo de Mérode (1425–1428) de Robert Campin (Metropolitan Museum of Art, Nova Iorque)
- O Retábulo de Ghent (1432) de Hubert e Jan van Eyck (Catedral de São Bavo, Ghent)
- O Retábulo de Veit Stoss (1489) de Veit Stoss (Basílica de Santa Maria, Cracóvia)
- A Retábulo de Isenheim (1516) de Matthias Grünewald (Museu Unterlinden, Colmar)
- A Assunção da Virgem (1516–1518) de Ticiano (Santa Maria Gloriosa dei Frari, Veneza)